# 박승희 (쇼트트랙 선수)
박승희(朴勝羲, 1992년 3월 28일~)는 대한민국의 여자 전 쇼트트랙, 전 스피드 스케이팅 선수이다. 2018년 평창 동계 올림픽을 마지막으로 은퇴하였다. 2022년 동계 올림픽때 SBS 쇼트트랙 해설위원으로 활동했다.

## 발자취

### 입문
수원의 한 초등학교 2학년 때 언니 박승주와 함께 빙상부에서 쇼트트랙을 시작하였다. 2006년 서현중학교 2학년 때 만 14세의 나이로 2006-07 시즌 주니어 국가대표에 선발되었고 2007년 체코 믈라다볼레슬라프에서 열린 세계 주니어 쇼트트랙 선수권 대회에서 2000m 계주에서 금메달을 따는 등 종합 3위에 올랐다. 2007년 중학교 3학년, 만 15세에 2007-08 시즌 시니어 국가대표로 처음 선발되었다. 

### 2010년 동계 올림픽
고등학교 3학년 재학 중 2010년 동계 올림픽에 참가하여 1500m와 1000m에서 각각 동메달을 획득하였으나, 3000m 계주에서는 선두로 들어오고도 실격당해 금메달을 획득하지 못했다.

### 2010년 동계 올림픽 이후
2010년 동계 올림픽이 끝나고 광문고등학교에서 수원경성고등학교로 전학하여 졸업했다. 고등학교 졸업 후 2010년 대학교 진학 대신 화성시청의 창단 멤버로 입단했다. 2010년 ISU 쇼트트랙 세계선수권 대회에서 1500m, 3000m, 3000m 계주 1위로 종합 우승을 차지하여 2010/2011 대한민국 여자 쇼트트랙 국가대표팀에 자동 선발되었다. 그러나 2011년에는 허리 부상으로 재활하여 잠시 국가대표를 내려놓았고, 2012년에는 화성시청 빙상부의 파행 운영으로 어려움을 겪었다.

### 2014년 동계 올림픽
2014년 동계 올림픽 쇼트트랙 500m 부문에서 결승까지 조 1위로 진출했으나, 영국의 엘리스 크리스티가 그녀를 추월하는 과정에서 걸려 넘어지는 바람에 마지막으로 들어왔다. 이로 인해 다시 일어나다가 넘어져 무릎 부상을 당해 밴쿠버 대회 때 동메달을 획득한 1500m 종목을 포기하고 출전권을 조해리에게 넘겨야 했다. 마지막으로 골인했지만, 엘리스 크리스티가 실격됨에 따라 500m 동메달을 차지했다. 이는 1998년 동계 올림픽에서 전이경이 500m에서 동메달을 획득한 이래 무려 16년 만의 여자 쇼트트랙 500m에서 나온 메달이고, 자력으로 결승에 진출하여 획득한 최초의 여자 500m 종목의 메달이다. 2014년 2월 18일에 열린 3000m 계주에서 올림픽 데뷔 이후 첫 금메달을 획득하며, 대한민국 여자 쇼트트랙 선수 최초로 쇼트트랙 모든 종목에서 메달을 획득한 선수가 되었다. 2월 22일에 열린 여자 1000m 경기에서 중국의 판 커신 선수의 비신사적인 플레이에도 불구하고 올림픽 데뷔 이후 개인 종목 첫 금메달을 획득하며, 2관왕에 올랐다.
2014년 동계 올림픽을 마치고 귀국하자마자 곧바로 동계체전 쇼트트랙 500m 일반부에 출전하여 우승을 차지, 여전히 건재함을 과시했다. 동계체전을 마친 후 몬트리올에서 열린 세계선수권에 참가하여 500m 종목에서 엘리스 크리스티와 판커신을 꺾고 우승을 차지하여, 대한민국 여자 선수로는 최초로 쇼트트랙 세계선수권 500m에서 우승한 선수가 됐다. 1000m에서는 심석희에 이어 은메달을 차지했고, 1500m에서는 심석희, 김아랑에 이어 동메달을 차지했다.

### 2014년 동계 올림픽 이후
은퇴를 고민하던 박승희가 스피드 스케이팅 전향 소식과 함께 돌아왔다. 11월 10일과 11일에 치러진 공인기록회에서
500m 6위, 1000m 2위를 기록하여 스피드 스케이팅 국가대표로 뽑혔다.

## 가족 관계
언니 박승주는 롱 트랙 스피드 스케이팅 선수이며, 남동생 박세영도 쇼트트랙 선수로 활약하고 있다. 삼남매 모두 2014년 동계 올림픽 국가대표팀에 선발되었다. 사촌동생인 정지웅도 쇼트트랙 선수로 활동 중이다. 2021년 4월 17일 5살 연상 패션브랜드 대표와 백년가약을 맺는다. 2023년 1월 12일 딸을 출산 하였다.

## 기타 사항
종교는 천주교이며, 세례명은 '리디아'이다.
'눈 뜨고 코 베이징'을 직접 지었다.

## 수상
- 2017년 ISU 스피드스케이팅 월드컵 2차 대회 여자 팀 스프린트 금메달
- 2017년 ISU 스피드스케이팅 월드컵 1차 대회 여자 팀 스프린트 동메달
- 2017년 제98회 전국동계체육대회 스피드스케이팅 여자 일반부 1000m 금메달
- 2016년 제97회 전국동계체육대회 스피드스케이팅 여자 일반부 1500m 금메달
- 2016년 제97회 전국동계체육대회 스피드스케이팅 여자 일반부 1000m 금메달
- 2015년 2015.2월 전국동계체전 스피드스케이팅 500m 은메달,1000m 금메달.
- 2015년 2015.2월 대한체육회 선정 체육대상 수상.
- 2014년 MBC 방송연예대상 최고 시청률상
- 2014년 MBN 여성스포츠대상 1, 2월 통합 MVP[9]
- 2014년 ISU 쇼트트랙 세계선수권대회 여자 1000m 은메달
- 2014년 ISU 쇼트트랙 세계선수권대회 여자 500m 금메달
- 2014년 ISU 쇼트트랙 세계선수권대회 여자 1500m 동메달
- 2014년 동계 올림픽 쇼트트랙 여자 1000m 금메달
- 2014년 동계 올림픽 쇼트트랙 여자 3000m 계주 금메달
- 2014년 동계 올림픽 쇼트트랙 여자 500m 동메달
- 2011년 ISU 세계 쇼트트랙 선수권 대회 1500m 은메달
- 2011년 제7회 아스타나-알마티 동계 아시아 경기대회 여자 1000m 금메달
- 2011년 제7회 아스타나-알마티 동계 아시아 경기대회 여자 1500m 은메달
- 2011년 제7회 아스타나-알마티 동계 아시아 경기대회 여자 3000m 계주 은메달
- 2010년 ISU 10/11 쇼트트랙 월드컵 4차대회 여자 3000m 계주 은메달
- 2010년 ISU 10/11 쇼트트랙 월드컵 4차대회 여자 1500m 은메달
- 2010년 ISU 쇼트트랙 세계 팀 선수권 대회 우승
- 2010년 ISU 쇼트트랙 세계선수권대회 여자 개인종합 우승
- 2010년 ISU 쇼트트랙 세계선수권대회 여자 3000m 계주 금메달
- 2010년 ISU 쇼트트랙 세계선수권대회 여자 슈퍼파이널 3000m 금메달
- 2010년 ISU 쇼트트랙 세계선수권대회 여자 1500m 금메달
- 2010년 제21회 밴쿠버 동계올림픽 쇼트트랙 여자 1000m 동메달
- 2010년 제21회 밴쿠버 동계올림픽 쇼트트랙 여자 1500m 동메달
- 2009년 ISU 09/10 쇼트트랙 월드컵 4차 대회 여자 3000m 계주 은메달
- 2009년 ISU 09/10 쇼트트랙 월드컵 4차 대회 여자 1000m 동메달
- 2009년 ISU 09/10 쇼트트랙 월드컵 2차 대회 여자 1000m 동메달
- 2009년 ISU 09/10 쇼트트랙 월드컵 1차 대회 여자 3000m 계주 금메달
- 2008년 ISU 08/09 쇼트트랙 월드컵 4차 대회 여자 3000m 계주 은메달
- 2008년 ISU 08/09 쇼트트랙 월드컵 3차 대회 여자 3000m 계주 은메달
- 2008년 ISU 08/09 쇼트트랙 월드컵 2차 대회 여자 3000m 계주 은메달
- 2008년 ISU 07/08 쇼트트랙 월드컵 6차 대회 여자 3000m 계주 금메달
- 2008년 ISU 07/08 쇼트트랙 월드컵 5차 대회 여자 1000m 동메달
- 2007년 ISU 07/08 쇼트트랙 월드컵 4차 대회 여자 1500m 동메달
- 2007년 ISU 07/08 쇼트트랙 월드컵 3차 대회 여자 500m 은메달
- 2007년 ISU 07/08 쇼트트랙 월드컵 2차 대회 여자 1000m 금메달
- 2007년 ISU 07/08 쇼트트랙 월드컵 1차 대회 여자 500m 동메달
- 2007년 ISU 06/07 쇼트트랙 세계 주니어선수권대회 여자 개인종합 3위
- 2007년 ISU 06/07 쇼트트랙 세계 주니어선수권대회 여자 1500m 동메달
- 2007년 ISU 06/07 쇼트트랙 세계 주니어선수권대회 여자 1000m 은메달
- 2007년 ISU 06/07 쇼트트랙 세계 주니어선수권대회 여자 슈퍼파이널 1500m 은메달
- 2007년 ISU 06/07 쇼트트랙 세계 주니어선수권대회 여자 2000m 계주 금메달

## 경력
- 2010년 제21회 밴쿠버 동계올림픽 쇼트트랙 국가대표
- 2011년 제7회 아스타나-알마티 동계아시안게임 쇼트트랙 국가대표
- 화성시청
- 2014년 제22회 소치 동계올림픽 쇼트트랙 국가대표
- 2014년 7월 제17회 인천 아시안게임 홍보대사
- 2016년 1월 스포츠토토빙상단
- 2017년 제8회 삿포로 동계 아시안게임 스피드스케이팅 국가대표
- 2018년 제23회 평창 동계올림픽 스피드스케이팅 국가대표
- 멜로페 대표

## 화보
- 2014년 〈마리끌레르〉4월호 화보 모델[10]
- 2014년 〈보그 코리아〉4월호 화보 모델[11]

## 방송
- 2014년 8월 24일 ~ 9월 21일 MBC TV 《일밤 - 진짜 사나이》
- 2021년 SBS 《골 때리는 그녀들》fc국대패밀리
- 2022년 SBS 《신발 벗고 돌싱포맨》 (With 곽윤기)
- 2022년 SBS 《꼬리에 꼬리를 무는 그날 이야기》

## 드라마
- 2022년 tvN 《멘탈코치 제갈길》 (특별출연)

## 같이 보기
- 심석희
- 조해리
- 김아랑
- 공상정
- 왕멍